# Djorgovski 2
Djorgovski 2 (Djorg 2) – gromada kulista znajdująca się w kierunku konstelacji Strzelca w odległości około 20,5 tys. lat świetlnych od Ziemi. Została odkryta we wrześniu 1986 roku przez Stanislava George’a Djorgovskiego. Gromada ta znajduje się 5900 lat świetlnych od jądra Drogi Mlecznej.
Gromada Djorgovski 2 została odkryta w czasie przeglądu IRAS na zdjęciach wykonanych matrycą CCD wraz z Djorgovski 1, inną przesłoniętą gromadą kulistą, a także wraz z Djorgovski 3, która ostatecznie okazała się być identyczną z NGC 6540.